# Martin Reim
Martin Reim   (Tartu, 14 de maig de 1971) és un exfutbolista estonià de la dècada de 2000 i entrenador.
Fou 157 cops internacional amb la selecció d'Estònia.
Pel que fa a clubs, defensà els colors de Flora i KTP.